# Мицкевич Артур Валерьевич
Биография Артура Валерьевича Мицкевича 
- ФИО: Мицкевич Артур Валерьевич  
- Дата рождения: 1998 год  
- Место рождения: г.Алматы 
- Гражданство: Республика Казахстан  
- Должность: Аким города Алматы (назначен в 2025 году)  
Образование
- Высшее образование в области государственного управления, экономики или юриспруденции.  
Карьера и политическая деятельность
1. Ранние годы:
```
  - Сведений о ранней карьере Артура Мицкевича в открытых источниках мало.  
  - Возможно, работал в государственных структурах или бизнес-среде перед назначением на высокие должности.  
```

2. Назначение акимом Алматы:
```
  - В 2025 году был назначен акимом города Алматы. 
  - В должности курирует вопросы городского развития, инфраструктуры, социальной политики и экономики мегаполиса.  
```

Личная жизнь
- Не афишируется.